# Slovník spisovného jazyka českého
Slovník spisovného jazyka českého, zkratka SSJČ, je výkladový slovník českého jazyka zpracovaný kolektivem Československé akademie věd za redakčního vedení českého jazykovědce, akademika Bohuslava Havránka. Redakci tvořili Jaromír Bělič, Miloš Helcl, Alois Jedlička, Václav Křístek a František Trávníček, rukopis slovníku připravili členové lexikografického oddělení Ústavu pro jazyk český. Obsahuje přibližně 192 000 slov a po Příručním slovníku jazyka českého (PSJČ) je tak druhým největším českým výkladovým slovníkem. Na rozdíl od PSJČ, který byl pojat jako vědecký, deskriptivní slovník, jde, podle zpracovatele, o slovník s kodifikačním statutem (po stránce pravopisné, výslovnostní i gramatické). Dosud se dočkal dvou, respektive tří tištěných vydání (sešitově 1958–1966, knižně 1960–1971 a znovu knižně s drobnými úpravami 1989). Od roku 2011 je přístupný v elektronické podobě na serveru Ústavu pro jazyk český. Spolu s dalšími slovníky je přístupný také v elektronické databázi DEBDict. Jeho přirozeným nástupcem se má stát Akademický slovník současné češtiny tvořený od 2012.

## Přehled vydání
- 1. vydání, 4svazkové – 1960–1971
  1. A–M – 1960, 1311 str.
  2. N–Q – 1964, 1191 str.
  3. R–U – 1966, část nákladu 1968, 1079 str.
  4. V–Ž – 1971, 1011 str.

- 2., nezměněné vydání, 8svazkové – Praha : Academia, 1989